# Eupithecia macdunnoughi
Eupithecia macdunnoughi es una especie de polilla de la familia Geometridae. La especie fue descrita por primera vez por Frederick Hastings Rindge habiendo sido descrita en 1952, con distribución en el oeste de Estados Unidos. Los sintipos fueron descirtos en California.

## Descripción
Es una polilla pequeña con una envergadura de 18 milímetros (0,7 plg). El color base es gris ceniza, incluyendo el cuerpo, con un ligero toque violeta. Cuenta con una mancha discal que es redondeada. Las alas tienen un color básico uniforme con líneas transversales nítidas, continuas y oscuras y de un brillo peculiar. Tiene gran parecido con la especie europea Eupithecia innotata.
Las alas posteriores son más claras, la mancha central es extremadamente pequeña o completamente ausente. En el borde interior se ven varias líneas oscuras que desaparecen pronto. El área delante del dobladillo está oscurecida. Cuenta con numerosos puntos negruzcos a nivel de las venas.
Los palpos son puntiagudos, al menos 1/4 más largos que el diámetro del ojo. Las antenas tienen forma de punzón, con un anillo oscuro fino.

## Distribución
La especie ha sido descrita en los estados de California, Arizona, Nevada, Utah y Colorado.